# Éparchie de Gatchina

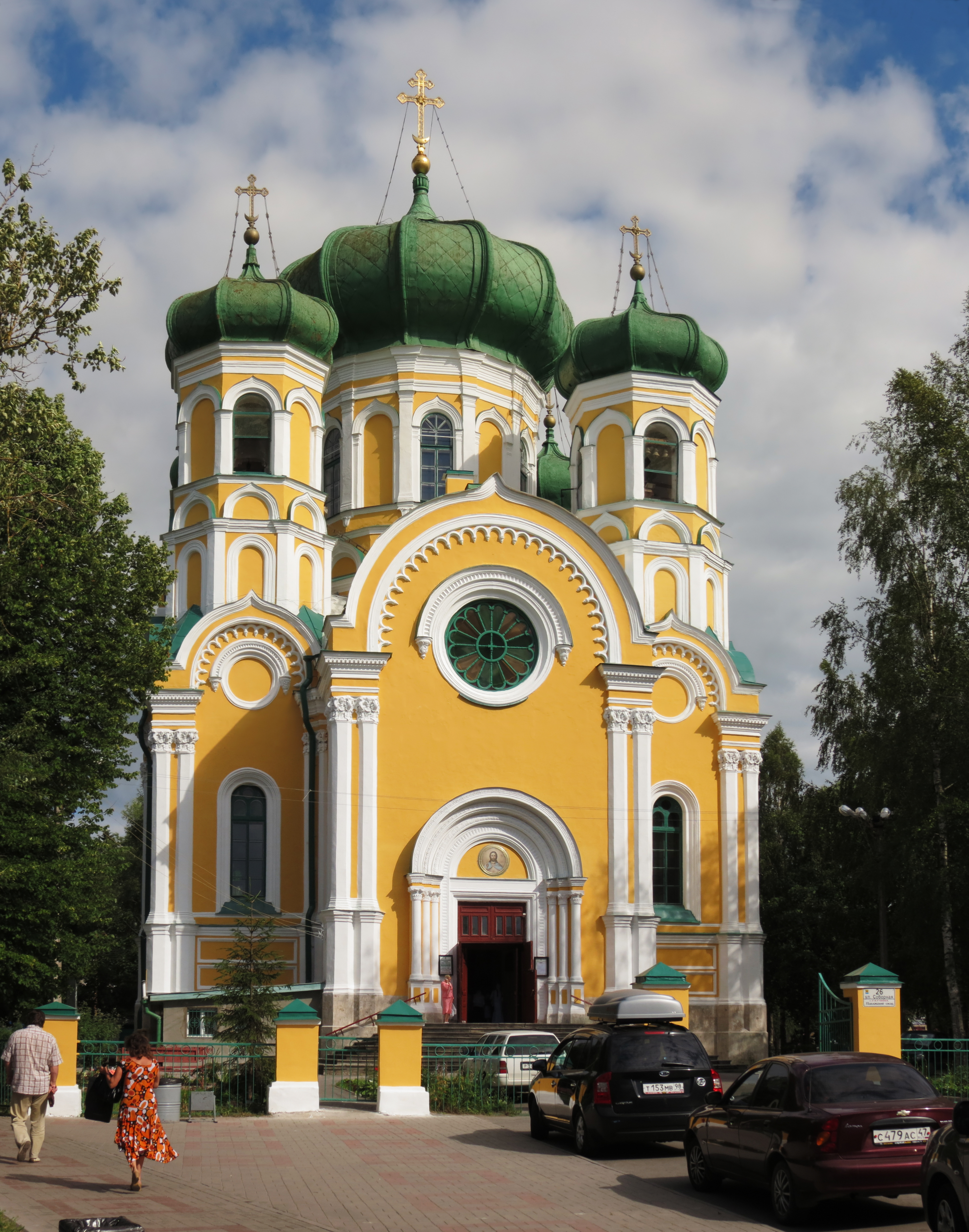
Façade de la cathédrale Saint-Paul de Gatchina.

L'éparchie de Gatchina et Louga (Га́тчинская и Лужская епархия) est une éparchie (diocèse) de l'Église orthodoxe russe située en Russie dans les frontières administratives des raïons (districts) de Volossovo, de Gatchina, de Kingissepp de Lomonossov de Louga, de Slantsy et de Tosno, ainsi que de l'okroug de Sosnovy Bor, tous situés dans l'oblast de Léningrad. Elle est affiliée au siège métropolitain de Saint-Pétersbourg.

## Histoire
Le vicariat de Gatchina (un vicariat est plus ou moins équivalent à un vicariat apostolique suffragant dans l'orthodoxie) est érigé le 6 octobre 2008 par une décision du Saint-Synode. Il est dirigé alors par l'évêque Ambroise (Ermakov).
Le 12 mars 2013, le vicariat devient une éparchie à part entière affiliée au siège métropolitain de Saint-Pétersbourg.

## Évêques
Vicariat
- Ambroise (Ermakov) (6 octobre 2008 - 12 mars 2013)

Éparchie
- Mitrophane (Ossiak) (depuis le 23 mars 2013 - )

## Doyennnés
Au 15 octobre 2017:
| Liste des doyennés de l'éparchie | Liste des doyennés de l'éparchie     | Liste des doyennés de l'éparchie                       | Liste des doyennés de l'éparchie                  |
| Nom                              | Doyenné                              | Église centrale                                        | Territoire                                        |
| -------------------------------- | ------------------------------------ | ------------------------------------------------------ | ------------------------------------------------- |
| Volossovo                        | Prêtre Ioann Prous                   | Église Saint-Alexandre-Nevski de Volossovo             | Raïon de Volossovo                                |
| Gatchina                         | Archiprêtre Vladimir Feer            | Cathédrale Saint-Paul de Gatchina                      | Ville de Gatchina                                 |
| Raïon de Gatchina                | Archiprêtre Vladimir Vafine          | Église Saints-Pierre-et-Paul de Vyritsa                | Raïon de Gatchina                                 |
| Jamburg                          | Hiéromoine Panteleïmon (Vakhrouchev) | Cathédrale Sainte-Catherine de Kingissepp              | Raïon de Kingissepp                               |
| Louga                            | Archiprêtre Nikolaï Denissenko       | Cathédrale Notre-Dame-de-Kazan de Louga                | Raïon de Louga                                    |
| Slantsy                          | Archiprêtre Alexeï Grichanov         |                                                        | Raïon de Slantsy                                  |
| Sosnovy Bor                      | Archiprêtre Stéphane Vitko           | Cathédrale Notre-Dame-du-Buisson-Ardent de Sosnovy Bor | Ville de Sosnovy Bor, dans le raïon de Lomonossov |
| Tosno                            | Archiprêtre Nikolaï Axionov          | Église Saint-Nicolas de Sablino (Oulianovka)           | Raïon de Tosno                                    |

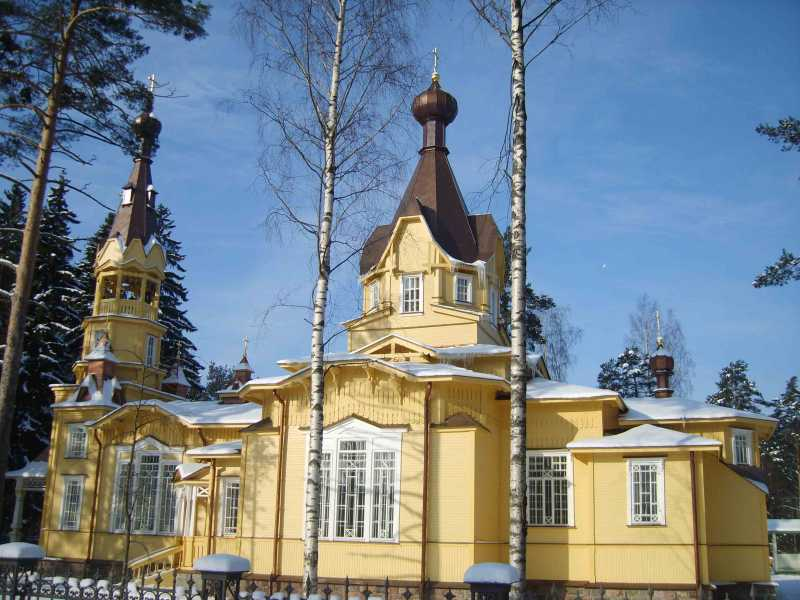
Église Saints-Pierre-et-Paul de Vyritsa (doyenné du raïon de Gatchina)
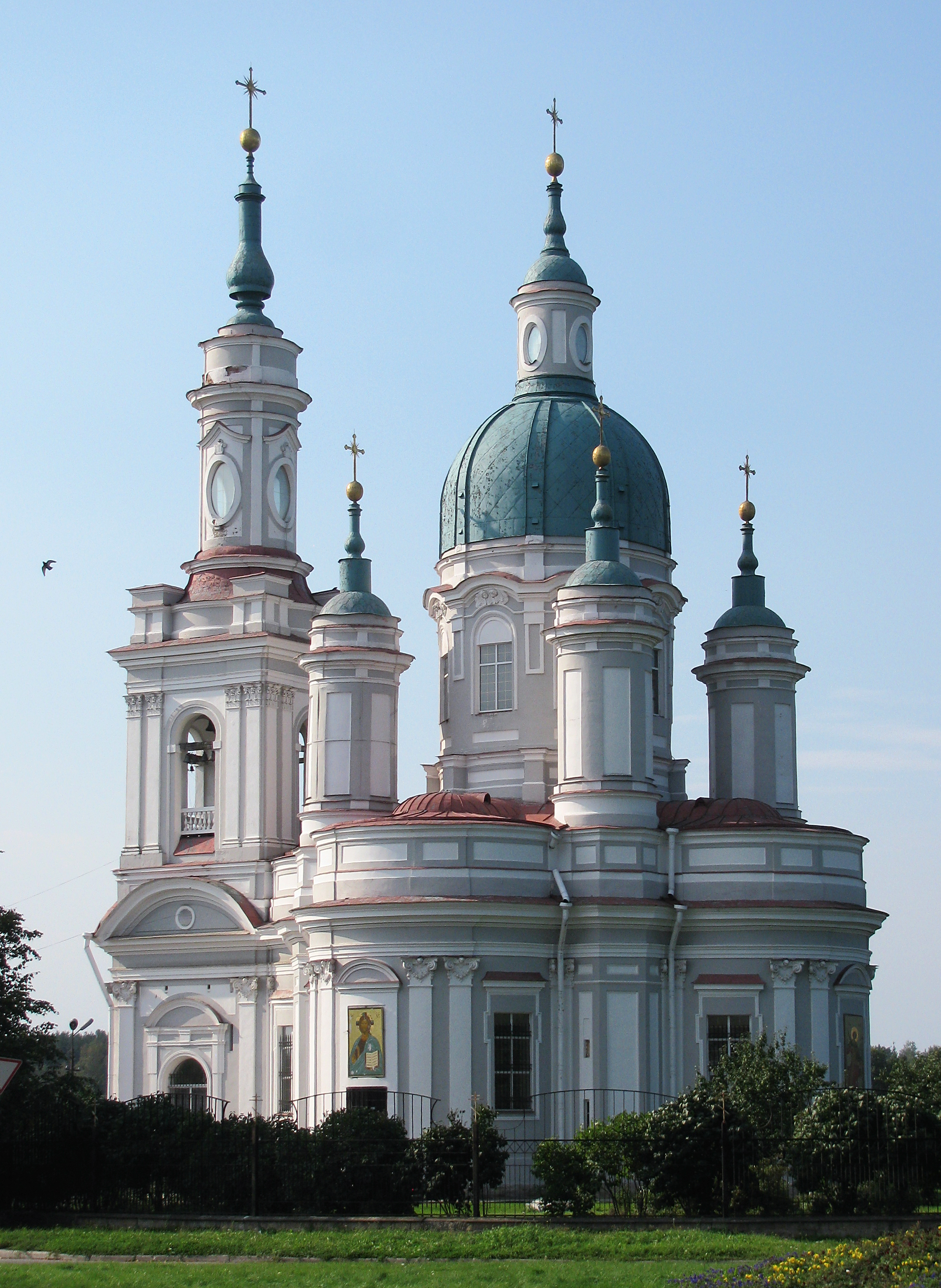
Cathédrale Sainte-Catherine de Kinguissepp (doyenné de Jamburg)
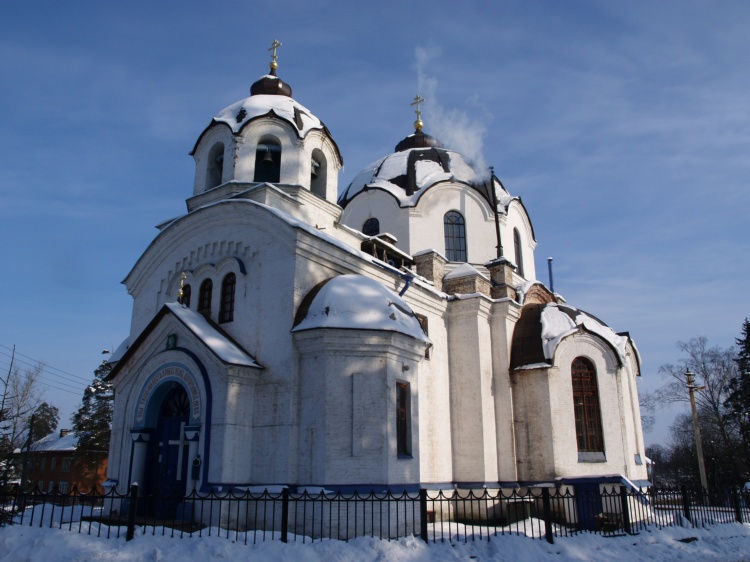
Cathédrale Notre-Dame-de-Kazan de Louga (doyenné de Louga)
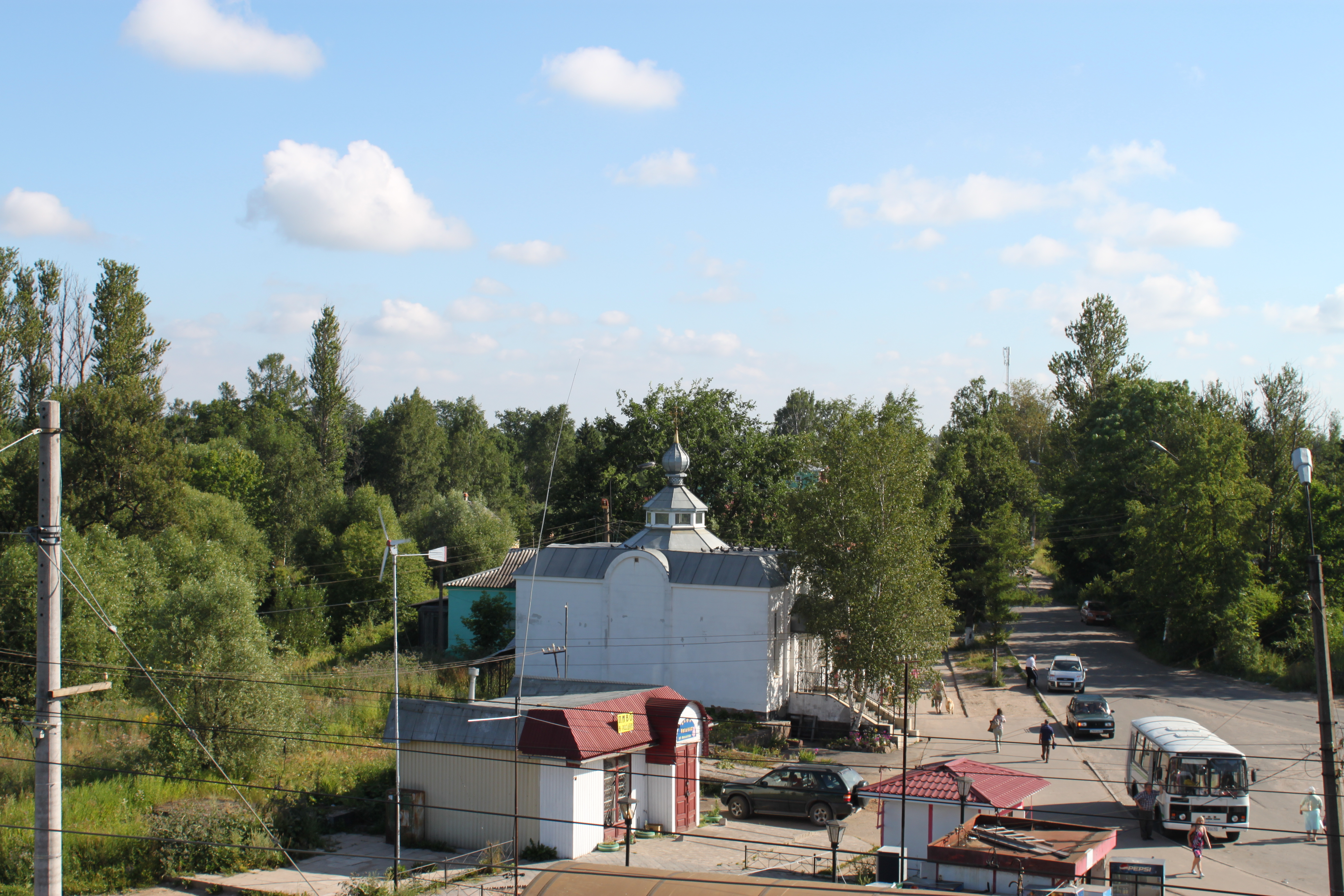
Église Saint-Nicolas de Sablino, près de la gare d'Oulianovka (doyenné de Tosno)
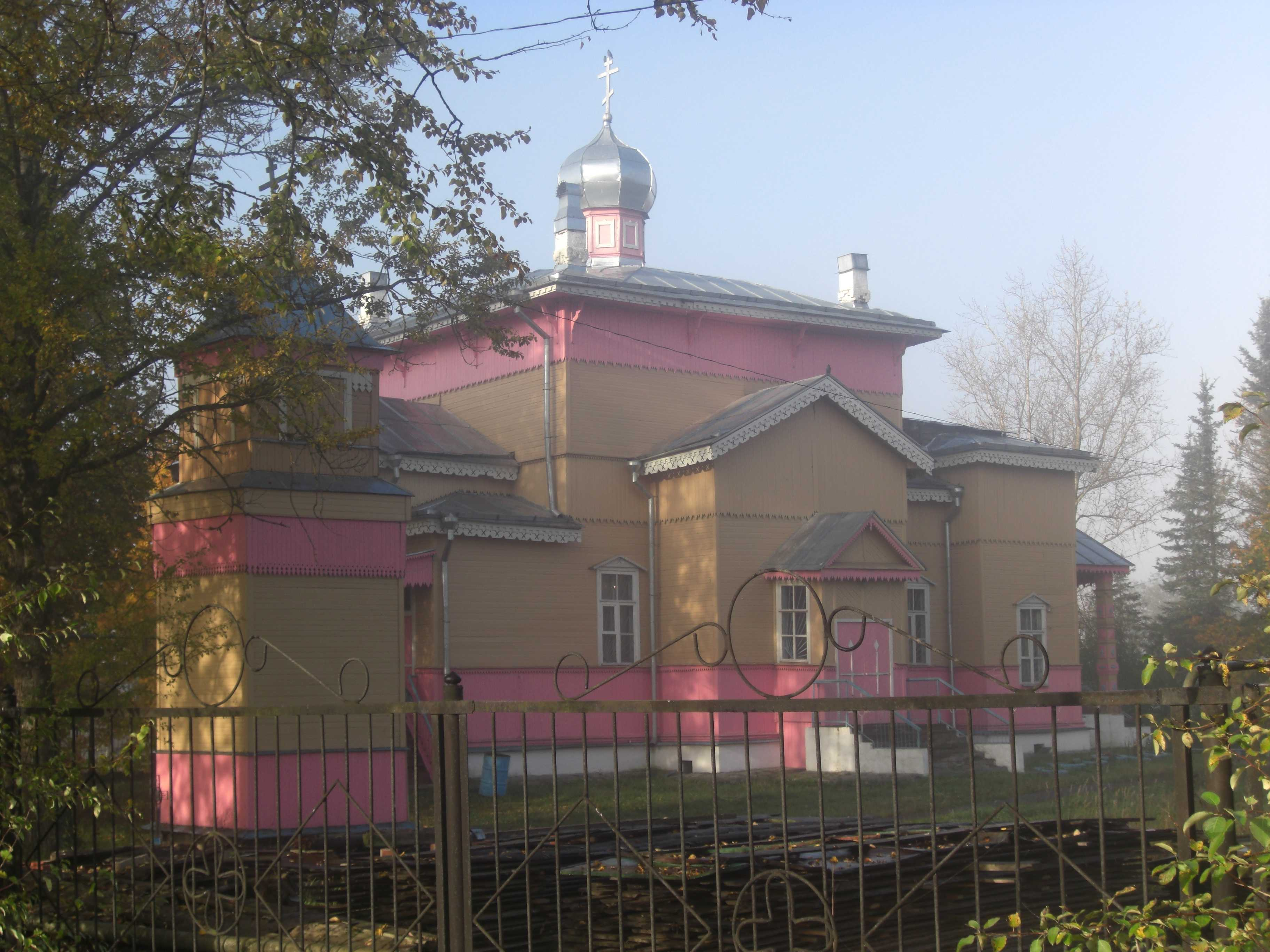
Église Saint-Alexandre-Nevski de Volossovo (doyenné de Volossovo)

## Monastères

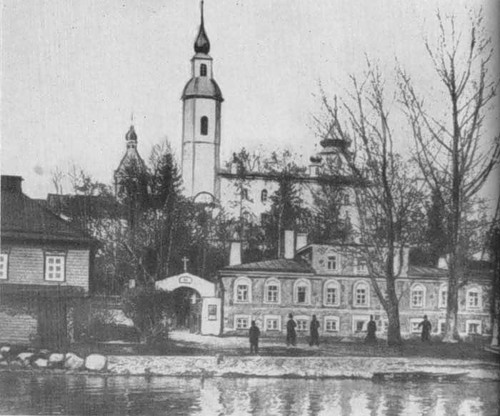
Le monastère de Tcheremenets vers 1910.

- Monastère de la Mère-de-Dieu de Piatigorsk (doyenné de Volossovo), féminin
- Monastère Saint-Jean de Tcheremenets (doyenné de Louga), masculin
- Monastère Saint-Macaire (doyenné de Tosno), masculin
- Monastère de l'Intercession (doyenné de Slantsy), féminin